# توره مپفره
توره مپفره (انگلیسی: Torre Mapfre) ساختمان ۴۴ طبقه مستقر در شهر بارسلون، اسپانیا است، که در سال ۱۹۹۲ احداث گردید.